# Jaroslava Bukvajová
Jaroslava Bukvajová (* 17. November 1975 in Banská Bystrica) ist eine ehemalige slowakische Skilangläuferin.

## Werdegang
Bukvajová, die für den Dukla Banská Bystrica startete, lief im Dezember 1993 in Santa Caterina Valfurva erstmals im Weltcup und belegte dabei den 61. Platz über 5 km klassisch. Bei den Juniorenweltmeisterschaften 1994 in Breitenwang kam sie auf den 18. Platz über 15 km Freistil und bei den sechsten Rang über 5 km klassisch und bei den Olympischen Winterspielen 1994 in Lillehammer auf den 46. Platz über 5 km klassisch, auf den 40. Rang in der Verfolgung und auf den siebten Platz mit der Staffel. In der Saison 1994/95 holte sie in Nové Město mit dem 22. Platz über 15 km klassisch ihre ersten Weltcuppunkte. Bei den Juniorenweltmeisterschaften 1995 in Gällivare lief sie auf den 22. Platz über 5 km klassisch und auf den 15. Rang über 15 km Freistil und bei den Weltmeisterschaften 1995 in Thunder Bay auf den 33. Platz in der Verfolgung, auf den 26. Rang über 15 km klassisch und auf den 17. Platz über 5 km klassisch. Ihre besten Platzierungen bei den Weltmeisterschaften 1997 in Trondheim waren der 31. Platz über 5 km klassisch und der 11. Rang mit der Staffel. In der Saison 1997/98 kam sie im Weltcup sechsmal in die Punkteränge. Dabei errang sie mit Platz neun in Ramsau am Dachstein über 5 km klassisch und 10 km klassisch ihre beste Einzelplatzierungen im Weltcup und zum Saisonende mit dem 28. Platz im Gesamtweltcup ihre beste Gesamtplatzierung. Ihr bestes Ergebnis beim Saisonhöhepunkt, den Olympischen Winterspielen 1998 in Nagano, war der zehnte Platz über 15 km klassisch. 
In der folgenden Saison errang Bukvajová mit zehn Platzierungen in den Punkterängen den 31. Platz im Gesamtweltcup. Bei der Winter-Universiade 1999 in Štrbské Pleso gewann sie die Bronzemedaille in der Verfolgung und die Silbermedaille über 5 km klassisch. Zudem wurde sie dort Vierte über 15 km Freistil. Bei den Weltmeisterschaften 1999 in Ramsau am Dachstein belegte sie den 31. Platz über 5 km klassisch, den 20. Rang über 15 km Freistil und jeweils den 17. Platz über 30 km klassisch und in der Verfolgung und bei den Weltmeisterschaften 2001 in Lahti lief sie auf den 46. Platz über 15 km klassisch, auf den 45. Rang im Skiathlon und auf den 39. Platz über 10 km klassisch. Im folgenden Jahr errang sie bei den Olympischen Winterspielen 2002 in Salt Lake City den 58. Platz im Skiathlon und den 46. Rang über 10 km klassisch. Ihr letztes Weltcuprennen absolvierte sie im Februar 2003 in Asiago, das sie auf dem 61. Platz über 5 km klassisch beendete.

## Teilnahmen an Weltmeisterschaften und Olympischen Winterspielen

### Olympische Spiele
- 1994 Lillehammer: 7. Platz Staffel, 40. Platz 10 km Verfolgung, 46. Platz 5 km klassisch
- 1998 Nagano: 10. Platz 15 km klassisch, 15. Platz 30 km Freistil, 16. Platz 5 km klassisch, 18. Platz 10 km Verfolgung
- 2002 Salt Lake City: 46. Platz 10 km klassisch, 58. Platz 10 km Skiathlon

### Nordische Skiweltmeisterschaften
- 1995 Thunder Bay: 17. Platz 5 km klassisch, 26. Platz 15 km klassisch, 33. Platz 10 km Verfolgung
- 1997 Trondheim: 11. Platz Staffel, 31. Platz 5 km klassisch, 34. Platz 30 km klassisch, 40. Platz 10 km Verfolgung
- 1999 Ramsau am Dachstein: 17. Platz 30 km klassisch, 17. Platz 10 km Verfolgung, 20. Platz 15 km Freistil, 31. Platz 5 km klassisch
- 2001 Lahti: 39. Platz 10 km klassisch, 45. Platz 10 km Skiathlon, 46. Platz 15 km klassisch

## Weltcup-Gesamtplatzierungen
| Saison    | Gesamt | Gesamt | Langdistanz | Langdistanz | Sprint | Sprint |
| Saison    | Punkte | Platz  | Punkte      | Platz       | Punkte | Platz  |
| --------- | ------ | ------ | ----------- | ----------- | ------ | ------ |
| 1994/95   | 28     | 49.    | –           | –           | –      | -      |
| 1995/96   | 28     | 40.    | –           | –           | –      | -      |
| 1996/97   | –      | –      | –           | –           | –      | –      |
| 1997/98   | 90     | 28.    | 26          | 29.         | 64     | 27.    |
| 1998/99   | 65     | 31.    | 29          | 29.         | 33     | 40.    |
| 1999/2000 | 9      | 79.    | 9           | 48.         | –      | –      |
| 2000/01   | 1      | 115.   | –           | –           | –      | –      |
| 2001/02   | 5      | 88.    | –           | –           | –      | -      |